# Leeper (Pennsylvanie)
Leeper est une census-designated place située dans le comté de Clarion, dans l’État de Pennsylvanie, aux États-Unis. Lors du recensement de 2020, elle compte 136 habitants.